# Philippine Leroy-Beaulieu

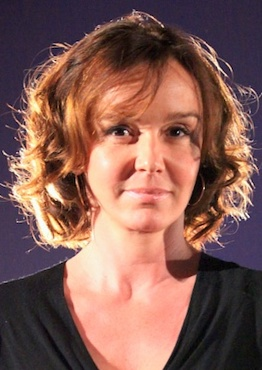
Philippine Leroy-Beaulieu (2011)

Philippine Leroy-Beaulieu (* 25. April 1963 in Rom, Italien) ist eine französische Schauspielerin, die seit 1983 hauptsächlich in Filmen, aber auch im Fernsehen und im Theater wirkt.

## Leben
Philippine Leroy-Beaulieu ist die Tochter des französischen Schauspielers Philippe Leroy. Sie ging im Alter von sechzehn Jahren gegen den Rat ihrer Eltern nach Paris, um dort Theater zu studieren. Nach kleinen Theaterrollen hatte sie 1983 ihren Durchbruch im Film Surprise Party von Roger Vadim. 1985 wurde sie für den César als beste Nachwuchsdarstellerin für ihre Rolle der Sylvia im Film Drei Männer und ein Baby von Coline Serreau nominiert.

## Filmografie (Auswahl)
- 1983: Surprise Party, Regie: Roger Vadim.
- 1985: Drei Männer und ein Baby (Trois hommes et un couffin), Regie: Coline Serreau.
- 1989: Les Deux Fragonard, Regie: Philippe Le Guay.
- 1989: Die Französische Revolution (La Révolution française), Regie: Robert Enrico.
- 1991: Gemischtes Doppel (Les clés du paradis), Regie: Philippe de Broca.
- 1994: Neun Monate (Neuf mois), Regie: Patrick Braoudé.
- 1996: Der grüne Planet – Besuch aus dem All (La Belle Verte), Regie: Coline Serreau.
- 1996: Hercule et Sherlock, Regie Jeannot Szwarc.
- 1997: TGV Express – Der schnellste Bus nach Conakry (TGV), Regie: Moussa Touré.
- 1998: La Voie est libre, Regie: Stéphane Clavier.
- 2002: 18 Jahre später (18 ans après).
- 2000: Vatel, Regie: Roland Joffé.
- 2004: Zwei Brüder (Deux Frères), Regie: Jean-Jacques Annaud.
- 2014: Les Trois frères: Le Retour, Regie Didier Bourdon und Bernard Campan mit Pascal Légitimus.
- 2014: Graziella, Regie: Mehdi Charef.
- 2015: Éternité, Regie: Trần Anh Hùng.
- 2015–2018: Call My Agent! (Dix pour cent, Fernsehserie, 16 Folgen)
- 2016: Père fils thérapie!, Regie: Émile Gaudreault.
- 2018: Lola et ses frères, Regie: Jean-Paul Rouve.
- 2020: De Gaulle, Regie: Gabriel Le Bominan.
- 2020: Mirage – Gefährliche Lügen (Mirage, Fernsehserie, 5 Folgen)
- seit 2020: Emily in Paris (Fernsehserie)
- 2021: Papi Sitter, Regie: Philippe Guillard.
- 2022: The Crown (Fernsehserie, Folge 5x03 Mou Mou)
- 2024: Le monde magique de Jérôme Commandeur (Fernsehserie, 2 Folgen)

## Theater
- 1989: Les Caprices de Marianne von Alfred de Musset, Regie Bernard Murat, Théâtre Montparnasse, Paris.
- 2010: Les Monologues du vagin (Die Vagina-Monologe) von Eve Ensler, Regie Isabelle Rattier, Théâtre Michel, Paris.